# Ruissaari (ö i Norra Karelen, Pielisen Karjala)
Ruissaari är en ö i Finland. Den ligger i sjön Iso-Piilo och i kommunen Lieksa i den ekonomiska regionen  Pielinen-Karelen  och landskapet Norra Karelen, i den östra delen av landet, 400 km nordost om huvudstaden Helsingfors. Öns area är 0,6 hektar och dess största längd är 160 meter i öst-västlig riktning.